# The Man Who Would Not Die (album)
 (janvier 2024).
Si vous disposez d'ouvrages ou d'articles de référence ou si vous connaissez des sites web de qualité traitant du thème abordé ici, merci de compléter l'article en donnant les références utiles à sa vérifiabilité et en les liant à la section « Notes et références ».
Albums de Blaze Bayley
Blood & Belief
(2004) Promise and Terror
(2010)
The Man Who Would Not Die est le quatrième album studio de Blaze Bayley après son départ d'Iron Maiden. Il est le premier enregistré sous le nom de Blaze Bayley. 
Cet album marque un nouveau départ pour Blaze à plusieurs titres. Depuis la sortie de Blood & Belief, le line-up a été largement remanié. C'est aussi le premier album produit par Blaze en personne ainsi que la première sortie sous son propre label Blaze Bayley Recordings. 

## Morceaux
1. The Man Who Would Not Die
2. Blackmailer
3. Smile Back at Death
4. While You Were Gone
5. Samurai
6. Crack in the System
7. Robot
8. At the End of the Day
9. Waiting for My Life to Begin
10. Voices from the Past
11. The Truth is One
12. Serpent Hearted Man

## Membres
- Blaze Bayley – Chanteur
- Nick Bermudez - Guitare
- Jay Walsh - Guitare
- David Bermudez - Basse
- Lawrence Paterson - Batterie

## Crédits
- Tous les titres écrits et composés par le Blaze Bayley Band.
- Enregistré par James Dunkley
- Enregistrements additionnels, mixage et mastering par Jase Edwards
- Produit par Blaze Bayley, Nick Bermudez et David Bermudez